# Turmhügel Hechenberg
Der Turmhügel Hechenberg ist eine abgegangene Wasserburg vom Typus einer Turmhügelburg (Motte) 100 Meter nordöstlich der Kirche des Ortsteils Hechenberg der Gemeinde Dietramszell im Landkreis Bad Tölz-Wolfratshausen in Bayern.

## Geschichte
Die von den Herren von Hechenberg vermutlich im 11. oder 12. Jahrhundert gegründete Turmhügelburg (Motte) war von einem fünf bis sieben Meter breiten Wassergraben umgeben. Möglicherweise handelt es sich um eine Vorgängeranlage der etwa 200 Meter westlich in Spornlage gelegenen Burg Hechenberg aus dem 13. Jahrhundert. Die Burg wurde 1033 und 1045 erwähnt. Im 15. Jahrhundert wurde sie zerstört und im 19. Jahrhundert abgebrochen.

## Beschreibung

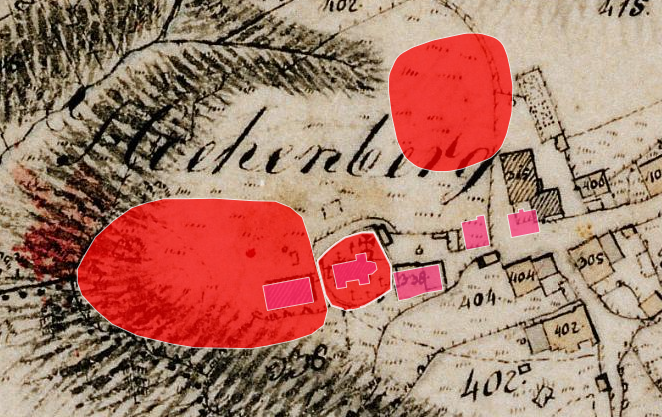
Lageplan von Turmhügel Hechenberg auf dem Urkataster von Bayern

Die Anlage misst sowohl in Ost-West-Richtung als auch in Süd-Nord-Richtung etwa 60 m. Von der ehemaligen Burganlage  sind nur noch Spuren des Turmhügels erhalten, heute ist die Stelle als Bodendenkmal D-1-8135-0003 „Turmhügel des hohen oder späten Mittelalters (‚Hechenberg‘)“ vom Bayerischen Landesamt für Denkmalpflege erfasst.